# Infinitiu
L'infinitiu és una de les formes verbals no finites o no personals del verb. És la forma verbal sense valor aspectual, en el cas de l’infinitiu simple, o amb aspecte perfectiu, en el cas de l’infinitiu compost. Pot funcionar com un nom.
En llengua catalana les formes no finites inclouen l'infinitiu, el gerundi i el participi però en altres llengües aquesta classificació pot no ser pertinent atès que l'infinitiu pot derivar-se i conjugar-se (seria el cas del portuguès i el gallec). També hi han llengües que no tenen infinitiu. A les llengües llatines, l'infinitiu té propietats properes al nom i no poden formar una oració simple llevat que estigui dins d'una perífrasi verbal.
En català l'infinitiu és la forma del verb conjugada amb -r final. Una sèrie de formes verbals es formen del radical, el mot primitiu al qual s'afegeix un morfema —en català generalment un sufix– que sol indicar la persona, el temps o el mode. El sufixos -ar, -er, -re (en realitat -r amb una vocal de suport, ja que dir, dur i fer no tenen aquesta vocal de suport) i -ir de l'infinitiu no donen cap indicació de persona o de mode. Per aquest motiu Pompeu Fabra va utilitzar el terme «forma verbal no personal».

## Introducció
El terme «infinitiu» procedeix del mateix terme de la gramatica llatina īnfīnītīvus que prové de l'adjectiu infinitus que significa «indefinit, general». El nom respon al fet que l'infinitiu no defineix cap persona, ni mode ni nombre. El terme llatí era una traducció del terme gramatical grec ἀπαρέμφατος (aparèmfatos, «que no indica res més»), perquè, en mancar d'altres marques morfològiques, l'infinitiu només indica el significat genèric del verb. A la gramàtica tradicional catalana, castellana o gallega, seguint una tradició que es remunta a Dionís Traci, a voltes s'incloïa a l'infinitiu dins dels "modes", però aquesta nomenclatura va deixar d'utilitzar-se quan es van perfilar bé els conceptes de mode i modalitat.

### Trets genèrics
A les llengües flexives, les formes no finites del verb (també anomenades verboides) són les que no estan determinades per algunes de les categories morfològiques característiques dels verbs que poden formar una oració principal, com són principalment les de persona, nombre, manera, temps i aspecte. L'infinitiu és la forma finita que presenta més trets comparables als d'un substantiu, mentre que altres formes finites s'assemblen més a un adjectiu (els participis) o a un adverbi. Per tant, la descripció precisa dels trets sintàctics i morfològics d'un infinitiu varia de llengua a llengua.
En català, per exemple, l'infinitiu manca de morfemes de persona, temps, manera, persona o nombre. En portuguès i en gallec, per contra, es pot conjugar amb persona i nombre. Com a substantiu verbal que és, l'infinitiu és una forma apta per a expressar la idea d'una acció com a noció general, sense especificar les circumstàncies de la seua realització particular (com, quan, quina o qui), la qual cosa explica que es trobe en moltes tradicions lexicogràfiques (per exemple en castellà, francès o italià) com a entrada (lema) en el diccionari agrupant totes les seues formes conjugades (altres llengües fan servir altres formes: per exemple, en grec antic se sol usar la primera persona singuler del present d'indicatiu). Per aquesta raó també s'acostuma a trobar a les frases on es diu alguna cosa general sobre aquesta acció. Sintàcticament, l'infinitiu presenta trets característics del verb (admet complements com un verb en forma personal) i d'un substantiu (pot aparèixer a les posicions característiques d'un substantiu, principalment com a subjecte, objecte directe i atribut). En idiomes amb article acostuma admetre'n la determinació. Normalment un infinitiu no pot ser el nucli d'una oració principal.
- Com a subjecte: Nàixer pobre no hauria de determinar el tipus d'educació que rebem
- Com a objecte directe: Vull acabar de pintar la paret aquesta mateixa tarda
- Com a subjecte i atribut: Crèixer és fer-se responsable

L'infinitiu és utilitzat de forma freqüent en locucions verbals.

## L'infinitiu a les llengües romàniques

### L'infinitiu en català
En llengua catalana l'infinitiu es forma sense donar nom al verb, és a dir, figura com a lema o entrada als diccionaris. Aquesta característica l'han adoptat també altres llengües romàniques properes geogràficament al català. És el cas del francès o del castellà. En aquestes llengües, com de fet en català també, l'infinitiu indica la conjugació o model ha seguir a l'hora de conjugar el verb en qüestió.
Més concretament, podem classificar els infinitius catalans en tres blocs:
- verbs acabats en AR (caminar, jugar, cantar, etc)
- verbs acabats en ER o RE (fondre, pondre, córrer, prémer, etc) o R (fer, dur, dir; de fet, en realitat RE és R amb una vocal de suport per a sil·labificar).
- verbs acabats en IR (fugir, construir, descobrir, etc)

### L'infinitiu en altres llengües romàniques
L'ús en altres llengües romàniques és similar al català, hereu del llatí. En aquesta llengua els infinitius canviaven de veu o de mode i, a més, no anomenaven el verb (el model del qual sorgia de la primera persona del present). També hi havia quatre conjugacions. Les llengües romàniques han simplificat aquest model tot i que el romanès segueix presentant quatre conjugacions.
En llengua francesa:
- Verbs en -ER (1a conjugació)
- Verbs en -IR (2a conjugació)
- Verbs en -IR, -OIR, RE (3a conjugació)

En llengua castellana:
- Verbs en -AR (1a conjugació)
- Verbs en -ER (2a conjugació)
- Verbs en -IR (3a conjugació)

En llengua romanesa:
- Verbs en -A (1a conjugació)
- Verbs en -EA (2a conjugació)
- Verbs en -E (3a conjugació)
- Verbs en -I, Î (4a conjugació)

En llengua romanx:
- Verbs en -AR (1a conjugació)
- Verbs en -AIR (2a conjugació)
- Verbs en -ER (3a conjugació)
- Verbs en -IR (4a conjugació)

En llengua occitana:
- Verbs en -AR (1a conjugació)
- Verbs en -IR (2a conjugació)
- Verbs en -RE (3a conjugació)

Quan en els diferents idiomes s'usa l'infinitiu sol ser com a part d'una oració subordinada o com a abstracció, donat el seu caràcter nominal. Una excepció és el portuguès, que admet flexió d'aquesta forma com a verb ple. Així doncs, en portuguès es diferencia:
- l'Infinitiu Personal
- l'Infinitiu Impersonal

L'impersonal correspon al català en tant que no dona nom al verb i també posseeix la seva pròpia flexió (classificació) que ajuda després a conjugar els verbs. Vegem-ne la classificació:
- verbs en -AR (1a conjugació)
- verbs en -ER (2a conjugació)
- verbs en -IR (3a conjugació)

El personal, en canvi, sí permet donar un nom al verb i aquesta forma de flexió es presenta per a la segona persona del singular i a les primera i tercera persona del plural. El seu ús, no obstant, deriva en l'infinitiu i el subjuntiu català en tant que, en portuguès, es pot substituir el Present del Subjuntiu per l'infinitiu personal.
- É sausável fazermos (impersonal) ginástica duas a três vezes por semana (PT)
- És saludable fer (personal) gimnàstica dos a tres cops per setmana (CAT)

...i encara,
- É interessante tocares (impersonal) piano (PT) / É interessante que toques (subjuntiu) piano (PT)
- És interessant que toquis piano (CAT)

Alhora, en portuguès, com en català, s'admet una irregularitat en l'infinitiu personal (verbs en -AR, -ER, -IR). Si en català l'excepció la presenta el verb dur, en portuguès l'excepció la presenta el verb "pôr" (posar).
D'altra banda, en llengua italiana, l'infinitiu presenta una forma passada (infinito passato) que es forma mitjançant un auxiliar i un participi passat. Tanmateix, com la resta de llengües llatines, l'italià presenta les mateixes derivacions en forma personal:
- Verbs en -ARE (1a conjugació)
- Verbs en -ERE (2a conjugació)
- Verbs en -IRE (3a conjugació)

A grans trets es pot trobar el mateix infinitiu passat italià en castellà, català o portuguès. S'hi poden distingir dues formes d'infinitiu: una de simple i una altra de composta.
- Infinitiu simple (amar, témer, partir, etc)
- Infinitiu compost (haver estimat, haver acabat, etc)

...amb les seves equivalències,
- (FR) avoir aimé
- (ES) haber amado
- (PT) ter amado

## L'infinitiu en llengua hel·lènica
En grec antic l'infinitiu expressa temps i veu (hi ha infinitius de present activa i mitjana, d'aoristoactiva, mitjana i passiva, etc.) però no expressen manera, persona o nombre. Equivalen sempre a un neutre singular. Poden rebre l'article i ocupen en l'oració totes les posicions característiques d'un substantiu.
El grec modern ha perdut l'infinitiu i les seues funcions s'expressen fonamentalment amb la combinació de formes personals i determinades partícules. El cas grec ens permet abordar les llengües que no tenen infinitiu. En efecte, algunes llengües, com l'àrab, estan desproveïdes d'infinitiu i es fan servir girs idiomàtics, no sempre amb equivalents a les altres llengües.

## L'infinitiu en les llengües germàniques
L'infinitiu en les llengües germàniques té un caràcter proper al romànic, fruit de l'avantpassat comú indoeuropeu. En anglès, el morfema aïllat no hi permet identificar el mot: play pot significar «joc, jugo, jugues, juguem, jugar…) la distinció es fa per l'article (the, a per al substantiu), els pronoms per a la persona (I, you…) i la partícula gramatical to per a l'infinitiu. Així doncs en anglès es diferencia les formes d'infinitiu "completes" (les anomenades full infinitive) que equivalent a l'infinitiu català, i les formes d'infinitiu bare que són les quals es fan servir per a conjugar.
En anglès l'infinitiu és utilitzat tal qual per a conjugar de forma que a la frase "Jo jugo al futbol" el verb jugar (en anglès to play) no es veu alterat: I play football. Per aquest motiu són llengües que necessiten un aglutinant, en el cas de l'anglès la partícula "to", per a formar l'infinitiu. Aquest mateix procediment es pot trobar en el noruec que afegeix la partícula "å" per a formar l'infinitiu: å gå (anar).
Tornaríem a trobar el mateix procediment en suec tot i alguna flexió. Vegeu-ne la taula de sota:
| To Speak (infinitiu) | Tala (infinitiu) | Parlar |
| -------------------- | ---------------- | ------ |
| I speak              | Jag Talar        | parlo  |
| You speak            | Du Talar         | parles |
| We speak             | Vi Talar         | parlem |
| They speak           | De Talar         | parlen |

L'alemany tampoc no actua com a designació o nom del verb, cosa que sí suceeix en anglès, on es considera la forma bàsica perquè no porta cap morfema i serveix d'arrel per a les altres (amb excepció del verb to be). La terminació original de la família era -en o -an, que s'ha conservat en la majoria de llengües que sí que afegeixen desinències a l'infinitiu.

## L'infinitiu en altres llengües
En esperanto, l'infinitiu verbal es marca afegint una -i al radical. Tot terme és gramaticalment susceptible de donar un o diversos verbs (malgrat que el verb potencial no és obligatòriament utilitzat). En esperanto, l'infinitiu s'utilitza majorment com en francès, en tant que nom verbal i verb de proposició infinitiva.
Exemple: granda = gran; grandi = ésser gran; grandiĝi = créixer
L'hebreu té dos infinitius, l'absolut (similar al català) i el construït, que concorda amb el pronom de persona i s'usa sobretot després de preposició. Aquesta forma entre personal i no personal es pot apreciar en altres idiomes i varietats.